# Phasi Charoen
Phasi Charoen (in thailandese: ภาษีเจริญ) è uno dei 50 distretti (khet) della città di Bangkok, in Thailandia.